# Furcula laticincta
Furcula laticincta är en fjärilsart som beskrevs av Edward Alfred Cockayne 1942. Furcula laticincta ingår i släktet Furcula och familjen tandspinnare. Inga underarter finns listade i Catalogue of Life.